# Go!Go! GUITAR
『Go!Go! GUITAR』は1998年に創刊された日本のギター専門月刊音楽雑誌である。株式会社ヤマハミュージックメディア発行。

## 概要
1998年8月に創刊されたギター専門雑誌。ミュージシャンの最新情報や、ギタースコアなどを掲載している。主な連載記事は「ギターの部活Do!」や「あなたのギター見せてください!!」など。2018年12月27日発売の2月号を以て、一時休刊することが発表された。